# Voksen-julekalender
En voksen-julekalender er en tv-serie bestående af 24 afsnit, der sendes fra 1.-24. december, og som er specielt rettet mod voksne seere.
Formen blev introduceret af TV 2 i 1990, efter at Børnenes U-landskalender på DR, som er målrettet mod børn, havde været en succes gennem næsten 30 år. Det første eksempel var den satiriske Jul i den gamle trædemølle med Søs Egelind, Peter Schrøder, Kirsten Lehfeldt og Poul Glargaard, skrevet af Lars Knutzon og Carin Andersen, og den blev en succes.
I de følgende år fortsatte TV 2 med at lave nye voksen-julekalendere, der normalt var kendetegnet ved en humor med ordspil og oneliners, som man kender fra sit-com-genren. Et lidt anderledes bud på en voksen-julekalender var The Julekalender med De Nattergale, der med deres miks af engelsk og dansk samt jysk samt mindre dele tysk producerede nyskabende sproglige konstruktioner.
I 2001 sendte DR for første gang en voksen-julekalender med Anders Johansen og Warny Mandrups Jul i Hjemmeværnet.
Tv-julekalendere er generelt kostbare at producere, da der jo skal laves 24 afsnit, hvert af minimum et kvarters længde. Derfor vælger stationerne også med jævne mellemrum at genudsende de serier, der har haft størst succes.

## Voksen-julekalendere gennem tiden

### TV 2's voksen-julekalendere
| År   | Titel                      | Medvirkende | Beskrivelse |
| ---- | -------------------------- | --- | --- |
| 1990 | Jul i den gamle trædemølle | Peter Schrøder Søs Egelind Poul Glargaard Kirsten Lehfeldt James Price                                                                            | Kalenderen handler om Flemming og Berit og deres forgæves forsøg på at få økonomien, julen og livet til at hænge sammen |
| 1991 | The Julekalender           | Viggo Sommer Uffe Rørbæk Madsen Carsten Knudsen Poul Bundgaard Bent Mejding Ole Aaby                                                              | Serien handler om de tre nisser Fritz, Hansi og Günther, som har fået til opgave at finde nøglen til 'the playdåse', der er trænger til at blive trukket op. Formår de ikke dette, vil overnissen Gammel Nok, hvis livskraft findes i denne spilledåse, udånde. |
| 1993 | Andersens julehemmelighed  | Niels Olsen Søren Hauch-Fausbøll Søren Østergaard Torben Zeller Claus Bue                                                                         | Julekalenderen handler om Julemand 39, som ikke har gjort sit job ordentligt. Derfor skal han op til julemandseksamen igen. Hvis han dumper, bliver han degraderet til nisse. Hans eksamensopgave bliver, at skulle få en familie, der ikke længere holder jul, til at holde jul. |
| 1994 | The Julekalender           | Se tidligere | Genudsendelse fra 1991 |
| 1995 | Juletestamentet            | Niels Anders Thorn Lotte Andersen Morten Hauch-Fausbøll Paprika Steen Timm Vladimir Sidse Babett Knudsen Lars Brygmann Preben Harris Pauli Ryberg | De tre brødre Martin, Hubert og Svend har mistet deres far og mødes den 1. december i en hytte, der ligger langt fra lands lov og ret, for at høre deres fars testamente. Arven vil kun blive udbetalt, hvis de tilbringer de 24 dage op til jul sammen i denne hytte, hvilket går hen og bliver en kamp uden lige med masser af intriger, da brødrene ikke kan fordrage hinanden.                              |
| 1996 | Jul i den gamle trædemølle | Se tidligere | Genudsendelse fra 1990 |
| 1997 | Gufol Mysteriet            | Claus Ryskjær Trine Appel Henrik Lykkegaard Kristian Halken Thomas Eje Kjeld Nørgaard Jess Ingerslev Helle Virkner m.fl.                          | Station 2's eksistens er truet. Hvis ikke betjentene finder og opklarer en stor og betydningsfuld sag inden d. 24. december, bliver stationen lukket. |
| 1998 | Andersens julehemmelighed  | Se tidligere | Genudsendelse fra 1993 |
| 1999 | Juletestamentet            | Se tidligere | Genudsendelse fra 1995 |
| 2001 | Canal Wild Card            | Viggo Sommer Uffe Rørbæk Madsen Carsten Knudsen                                                                                                   | Genudsendelse fra 1991 - Den lokale TV-station "Kanal firkanten" har vundet en konkurrence, som kulturministeren har udskrevet blandt alle lokal TV-stationer i Danmark, om et TV Wild Card, der giver TV-stationen rettighederne til at sende direkte fjernsyn hver dag i december måned til hele landet. De begynder derfor sendingen pr. 1. december under navnet "Canal Wild Card", som de forkorter "CWC". |
| 2003 | CWC World                  | Viggo Sommer Uffe Rørbæk Madsen Carsten Knudsen                                                                                                   | Finn Nissen og Regnar Worm er nu kommet i rigtige showomgivelser, med et live band og stort publikum, som de ofte gør brug af ved afstemninger om små og store spørgsmål. |
| 2004 | Station 7-9-13             | Se tidligere | Genudsendelse af Gufol-mysteriet fra 1997 |
| 2005 | CWC World                  | Se tidligere | Genudsendelse fra 2003 |
| 2008 | The Julekalender           | Se tidligere | Genudsendelse fra 1991 |
| 2009 | Jul i den gamle trædemølle | Se tidligere | Genudsendelse fra 1990 |
| 2010 | The Julekalender           | Se tidligere | Genudsendelse fra 1991 |
| 2011 | The Julekalender           | Se tidligere | Genudsendelse fra 1991 |
| 2012 | The Julekalender           | Se tidligere | Genudsendelse fra 1991 |
| 2013 | The Julekalender           | Se tidligere | Genudsenselse fra 1991 |
| 2016 | Andersens Julehemmelighed  | Se tidligere | Genudsendelse fra 1993 |
| 2017 | The Julekalender           | Se tidligere | Genudsendelse fra 1991 |

### Voksen-julekalendere på DR2
| År   | Titel                          | Medvirkende | Beskrivelse |
| ---- | ------------------------------ | --- | --- |
| 2001 | Jul i Hjemmeværnet             | Anders Johansen Warny Mandrup Kristian Holm Joensen Steen Svare Mette Horn Kristian Halken Claus Flygare m.fl.        | Den regelrette Poul-Erik står i spidsen for Frederiksvad i Hjemmeværnskompagni, da maskerede mænd toner frem på skærmen med trusler mod den gode danske jul. Ingen tager truslen alvorligt, undtagen Poul-Erik, vennen Torben, bogormen Flemming og muskelbundtet Knalle.                              |
| 2003 | Jul på Vesterbro               | Anders Matthesen | Julen har bragt velsignet bud - bare ikke til Stewart Stardust. Nogen har saboteret motoren på hans pølsevogn, og det er på det værst tænkelige tidspunkt. Danny er nemlig lige blevet prøveløsladt, og socialforvalteren Arne kræver, at nogen kan forsørge ham - ellers ryger han tilbage i spjældet |
| 2004 | Jul i den gamle kolbøttefabrik | | Genudsendelse af Jul på Vesterbro fra 2003, samt klip fra Team Easy On |
| 2005 | Omars jul                      | Omar Marzouk Mick Øgendahl Jonas Schmidt Zlatko Buric Claus Hjort Frederiksen                                         | DR2's adventskalender undersøger, om en nu statsløs julemand kan nå at få opholds- og arbejdstilladelse i Danmark inden d. 24. december |
| 2006 | Jul i verdensrummet            | Jacob Riising Jonas Schmidt Rasmus Bjerg Yasmine Garbi Mick Øgendahl m.fl.                                            | Serien udspiller sig på den fiktive rumstation Christian d. 4 (CHR-04) drevet af DASA (Danish Astro Science Administration). Serien starter da elektrikeren Mark Henriksen vinder en uges ophold på rumstationen.                                                                                      |
| 2007 | Yallahrup Færgeby              | Özlem Saglanmak Hadi Ka-Koush Esben Pretzmann Annevig Schelde Ebbe m.fl.                                              | Yallahrup Færgeby er i sit visuelle udtryk en parodi på DR1s klassiske dukkejulekalender Jullerup Færgeby fra 1974 - men sat ind i en ny og tidssvarende kontekst, der blandt andet afspejler nutidens multikulturelle Danmark                                                                         |
| 2009 | Jul på Vesterbro               | Se tidligere | Genudsendelse fra 2003 |
| 2010 | Steno og Stilling              | Torben Steno Ken André Stilling                                                                                       | Historierne bag forskellige monumenter på danske torve og pladser. |
| 2010 | Bertelsen på Caminoen          | Mikael Bertelsen | Mikael Bertelsen på 400 km pilgrimsvandring på Caminoen i Spanien. |
| 2011 | Hjælp, det er jul!             | Mette Horn Thomas Bo Larsen Lisbeth Wulff Sebastian Dorset m.fl.                                                      | En julekalender der omhandler hvor svært det er at holde et ægteskab ved lige, når konen er juleglad, og manden hader alt ved julen. |
| 2012 | Jul i kommunen                 | Lars Ranthe Troels Malling Mathilde Norholt Brian Lykke Petrine Agger m.fl.                                           | |
| 2013 | Jul på Vesterbro               | Se tidligere | Genudsendelse fra 2003 |
| 2014 | Yallahrup Færgeby              | Se tidligere | Genudsendelse fra 2007 |
| 2016 | Rytteriets Jul                 | | |
| 2017 | Laban en juletragedie          | Peter Frödin Martin Høgsted Marie Askehave Søren Fauli Kristian Halken Ann Hjort Bodil Jørgensen Jan Linnebjerg m.fl. | Adventsjulekalender i fire afsnit. |